# Nelsonville (Wisconsin)
Nelsonville – wieś w Stanach Zjednoczonych, w stanie Wisconsin, w hrabstwie Portage.